# Picnic of Love
Picnic of Love es el quinto álbum de la banda de noisegrind Anal Cunt. Fue sacado al mercado el 21 de julio de 1998. El álbum fue hecho como una parodia a las canciones románticas. Este material se caracteriza por representar todo lo contrario a los anteriores discos de la banda. Mientras que un álbum normal de Anal Cunt contaba con 40 o 50 canciones de un minuto, Picnic of Love solo tiene 11 canciones comparativamente largas. Las guitarras distorsionadas y los gritos desgarradores de Seth Putnam fueron sustituidos por él mismo haciendo falsete acompañado de una guitarra acústica, con la excepción de la canción "In My Heart There's A Star Named After You", en la que Putnam canta a gritos. El cambio más evidente fueron las letras, pues todas las canciones hablan de temas dulces e inofensivos.

## Lista de canciones
| N.º | Título                                                              | Duración |  |
| 1.  | «Picnic of Love»                                                    | 2:17     |  |
| 2.  | «I Respect Your Feelings as a Woman and a Human»                    | 2:04     |  |
| 3.  | «I Wanna Grow Old with You»                                         | 2:51     |  |
| 4.  | «Saving Ourselves for Marriage»                                     | 3:07     |  |
| 5.  | «Greed Is Something We Don't Need»                                  | 3:13     |  |
| 6.  | «I'm Not That Kind of Boy»                                          | 2:38     |  |
| 7.  | «I Couldn't Afford to Buy You a Present (So I Wrote You This Song)» | 3:27     |  |
| 8.  | «I'd Love to Have Your Daughter's Hand in Marriage»                 | 1:51     |  |
| 9.  | «My Woman, My Lover, My Friend»                                     | 3:29     |  |
| 10. | «Waterfall Wishes»                                                  | 3:16     |  |
| 11. | «In My Heart There's a Star Named After You»                        | 3:27     |  |

## Personal
- Seth Putnam - Vocal, compositor
- Allison Dunn - Vocal en canciones 1 y 5
- Josh Martin - Guitarra acústica
- Mike Livingston - producción